# Гідразидини
Гідразидини (рос. гидразидины, англ. hydrazidines) — хімічні сполуки RC(–NHNH2)=NH2, похідні карбоксильних (карбонових) кислот  внаслідок заміни –ОН на –NHNH2
(або N-заміщені аналоги) та =О на =NNH2 (або N-заміщені аналоги). Окремий гідразидин називається гідразидогідразон (англ. hydrazide hydrazone).
Приклад — гексаногідразидогідразон.